# Han Seung-woo
Han Seung-woo (hangul: 한승우; Busan, 24 de diciembre de 1994), también conocido como Seungwoo (hangul: 승우), es un cantante, bailarín y compositor surcoreano. Es exmiembro de VICTON.

## Vida personal
Su familia está conformada por sus padres y tiene dos hermanas mayores. Una de ellas es la actriz y cantante surcoreana Han Sun-hwa (exmiembro del grupo Secret), la cual tuvo una gran influencia en la decisión de Seungwoo para volverse idol.

## Carrera

### 2016
Se unió dos años antes como aprendiz de A Cube Entertainment y más tarde ese año fue anunciado como miembro de su nuevo grupo de chicos, inicialmente conocido como "Plan A Boys".
El 30 de agosto estuvo en Me & 7Men por Mnet junto con sus compañeros de grupo oficialmente llamado VICTON.
El 9 de noviembre debutó con VICTON lanzando su primer miniálbum "Voice to New World" y el video musical de su canción debut, "I’m Fine".

### 2017
El 30 de enero participó en los Idol Star Athletics Championships donde quedó en tercer puesto obteniendo la medalla de cobre en atletismo.
El 2 de marzo VICTON lanzó su segundo miniálbum llamado "READY" compuesto de 5 canciones y el video musical para su canción principal "EYEZ EYEZ". Seungwoo estuvo involucrado como letrista.
El 30 de octubre se reveló la lista de canciones de su nuevo álbum "From.VICTON" donde Seungwoo ayudo a coescribir tres temas.

### 2018
El 15 y 16 febrero participó en los Idol Star Athletics Championships donde quedó en segundo puesto obteniendo la medalla de plata en atletismo.
El 18 de febrero participó en el Proyecto Busking (Espectáculo callejero) el cual duraría tres semanas, este se realizaria en varios lugares de Seúl y la provincia de Gyeonggi.
El 23 de mayo VICTON hizo su regreso con su primer sencillo titulada "Time of Sorrow", en esta canción participó Seungwoo y Do Han-se en la escritura del rap. La canción encabezó la lista de Tower Records en Japón, a pesar de que el grupo no había hecho su debut oficial en el país y solo se presentó en KCON Japan.

### 2019
El 3 de mayo se unió al concurso de competencia de canto, baile y rap Produce X 101 donde participó junto a su compañero de grupo Choi Byung-chan sin embargo solo el se mantuvo hasta el final del programa el 19 de julio, donde Seungwoo terminó en tercer lugar, convirtiéndose así en miembro de X1 estando la posición de líder 7 y pausando sus actividades con VICTON.
El grupo debutó oficialmente el 27 de agosto con el miniálbum, Emergency: Quantum Leap. La canción "Flash" debutó en posiciones altas en las tablas musicales coreanas, entrando #2 en Bugs, #4 en MelOn y #8 en Genie, generando resultados muy buenos para un grupo primerizo.

### 2020
El 6 de enero los representantes de cada una de las agencias tuvieron una reunión para definir el futuro del grupo luego de los escándalos de manipulación de votos en el programa decidiendo la separación del grupo y el 29 de enero Play M Entertainment anunció que Seung-woo retomaría las actividades con VICTON.
Desde el 14 de abril, Seungwoo y Kang Seung-sik copresentaron el programa de radio Blanket Kick la cual se transmite en la aplicación de streaming de Naver los martes por la noche; sin embargo Heo Chan lo reemplazó como copresentador el 20 de julio de 2021, debido al alistamiento inminente de este.
El 26 de junio la empresa confirmó que Seung-woo hará su debut en solitario con su primer miniálbum y el 10 de agosto hizo su debut en solitario con el miniálbum "Fame" y su sencillo principal titulado «Sacrifice», el cual contiene las preocupaciones y sinceridad del pasado del artista.

### 2021
El 28 de junio se estrenaría su segundo miniálbum titulado "Fade" junto a su sencillo principal llamado «See You Again». Con el cual se despide para enlistarse al servicio militar obligatorio el 28 de julio.

## Discografía

### Solista

#### EP
| Título | Notas | Clasificación | Ventas        |
| Título | Notas | KOR           | Ventas        |
| ------ | --- | ------------- | ------------- |
| Fame   | - Publicación: Augosto 10, 2020 - Compañía: Play M Entertainment - Formatos: CD, descarga digital Ver listaTrack listing 1. Fever 2. Sacrifice 3. Reply 4. I Just Want Love 5. Forest 6. Child                                    | 2             | - KOR: 86,063 |
| Fade   | - Publicación: 28 de junio de 2021 - Compañía: Play M Entertainment - Formatos: CD, descarga digital Ver listaTrack listing 1. See You Again 2. LL (With Suran) 3. Out and In 4. Fateful Love 5. I was so happy after meeting you | 5             | - KOR: 70,978 |

### Banda sonora
| Año  | Canción                       | Álbum                           | Nota   |
| ---- | ----------------------------- | ------------------------------- | ------ |
| 2021 | Please                        | OST Pt.3 de "The Witch's Diner" | [ 15 ] |
| 2020 | If We Can't See From Tomorrow | OST Pt.10 de "Hyena"            |        |

## Composiciones
| Año  | Canción                        | Artista | Nota |
| ---- | ------------------------------ | ------- | ---- |
| 2016 | What Time Is It Now?           | VICTON  |      |
| 2016 | I'm Fine                       | VICTON  |      |
| 2016 | The Chemistry                  | VICTON  |      |
| 2017 | So Bad.. (이 나쁜..)           | VICTON  |      |
| 2017 | Sunrise                        | VICTON  |      |
| 2017 | Just Come (그냥 나오면 돼)     | VICTON  |      |
| 2017 | Unbelievable                   | VICTON  |      |
| 2017 | Flower                         | VICTON  |      |
| 2017 | Light                          | VICTON  |      |
| 2017 | Have a Good Night (Stage ver.) | VICTON  |      |
| 2017 | Stay With Me (뒤돌지마)        | VICTON  |      |
| 2017 | Timeline                       | VICTON  |      |
| 2018 | Time of Sorrow                 | VICTON  |      |
| 2020 | Nightmare                      | VICTON  |      |
| 2020 | Petal                          | VICTON  |      |
| 2020 | White Night                    | VICTON  |      |
| 2020 | Mayday                         | VICTON  |      |
| 2021 | Flip A Coin                    | VICTON  |      |
| 2021 | Carry On                       | VICTON  |      |
| 2021 | All Day                        | VICTON  |      |
| 2021 | Chess                          | VICTON  |      |
| 2021 | Circle                         | VICTON  |      |

## Filmografía

### Dramas
| Año  | Programa     | Personaje   | Notas |
| ---- | ------------ | ----------- | ----- |
| 2021 | Love#Hashtag | Lee Shi Woo |       |

### Programas de TV
| Año  | Programa      | Notas                                                  |
| ---- | ------------- | ------------------------------------------------------ |
| 2019 | TMI News      | (ep. #13) - invitado - junto a Yohan, Dongpyo y Dohyon |
| 2019 | Produce X 101 | concursante - junto a Choi Byung-chan                  |
| 2017 | Weekly Idol   | Ep. 292, 297, 298                                      |

### Reality shows
| Año  | Título                      | Notas          |
| ---- | --------------------------- | -------------- |
| 2016 | VICTON's Prelude to the War | junto a VICTON |
| 2016 | VICTON's Born Identity      | junto a VICTON |
| 2016 | VICTON Diary                | junto a VICTON |
| 2016 | Me & 7Men                   | Predebut       |

### Eventos
| Año  | Título                                 | Notas          |
| ---- | -------------------------------------- | -------------- |
| 2018 | 2018 Idol Star Athletics Championships | junto a VICTON |
| 2017 | 2017 Idol Star Athletics Championships | junto a VICTON |